# John Belushi
John Adam Belushi (født 24. januar 1949, død 5. marts 1982) var en amerikansk skuespiller og komiker. Belushis far var en albansk immigrant, Adam Belushi, der i 1934 som 15-årig forlod sin fødeby, Qytezë. Moren blev født i USA af albanske immigranter, som den ældste i en søskendeflok på fire. Belushi voksede op uden for Chicago i byen Wheaton i Illinois, hvor han i high school spillede amerikansk fodbold, og siden gik på University of Wisconsin-Whitewater og College of DuPage i nærheden af Chicago. Belushis bror, James Belushi, er også en succesrig skuespiller og komiker.
Belushis første store gennembrud som komiker var i 1971, hvor han blev optaget i komikertruppen The Second City i Chicago. Takket være sin vellignende karikatur af sangeren Joe Cockers intense sceneoptræden, deltog han i teateropførelsen af National Lampoons Lemmings i 1972 (hvori også Chevy Chase medvirkede).
Fra 1973 til 1975 blev National Lampoon sendt i Radio Hour, et halvtimes komisk radioprogram, der blev udsendt over hele USA, på omkring 600 radiostationer. Da den oprindelige instruktør stoppede i 1974, tog Belushi over indtil programmet blev nedlagt. Andre medvirkende i programmet var Gilda Radner, Bill Murray, Brian Doyle-Murray, Richard Belzer og Chevy Chase, der alle senere optrådte i Saturday Night Live (SNL). Belushi giftede sig med Judy Jacklin, en af Radio Hours producenter. En række komiske indslag, der først blev opført i Radio Hour, blev senere omdannet til sketcher i SNL i dets første sæsoner.
Belushi blev berømt i USA for sit arbejde i Saturday Night Live, hvor han i 1975 blev optaget som en af de oprindelige medvirkende. Mellem tv-programmets sæsoner indspillede han en af sine bedst kendte film, Animal House. I 1979 forlod han Saturday Night Live for at blive filmskuespiller på fuld tid, og medvirkede i en række film, blandt andre Blues Brothers (med Dan Aykroyd). Lp'erne med musikken til både Animal House og Blues Brothers blev nummer et på hitlisterne i USA, hvilket gjorde Belushi til den hidtil eneste udøvende kunster, der for en tid var øverst på både musik- og filmhitlisterne.
Han var kendt for sine drukture og brug af narkotika, hvilket endte med at koste ham livet. Den 5. marts 1982 blev Belushi i en alder af 33 år fundet død i et hotelværelse i Chateau Marmont på Sunset Boulevard i Los Angeles, Californien. Dødsårsagen var en såkaldt Speedball, en dødelig indsprøjtning af kokain og heroin.
John Belushi er begravet på Abel's Hill Cemetery, Martha's Vineyard, Massachusetts. Hans gravsten bærer indskriften "I may be gone, but rock n roll lives on" ("Godt nok er jeg gået bort, men rock n roll lever videre").

## Filmografi
- Tarzoon: Shame of the Jungle (1975) (stemme i amerikansksproget udgave)
- Animal House (1978)
- The Rutles: All You Need Is Cash (1978)
- Goin' South (1978)
- Old Boyfriends (1979)
- 1941 (1979)
- Blues Brothers (1980)
- Continental Divide (1981)
- Neighbors (1981)